# Igreja de Santa Ana (Furnas)

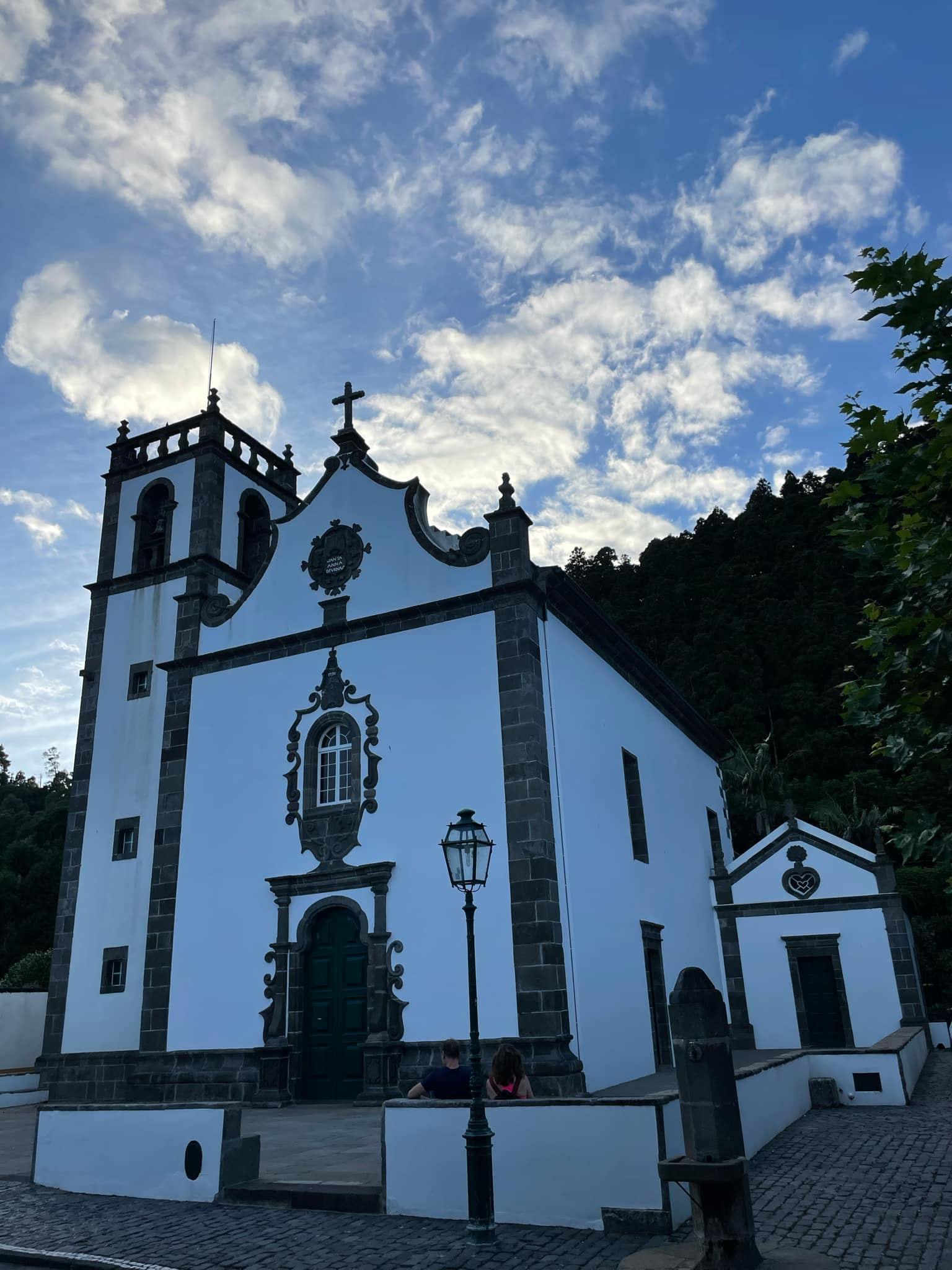
Aspeto exterior da Igreja de Santa Ana, Vale das Furnas

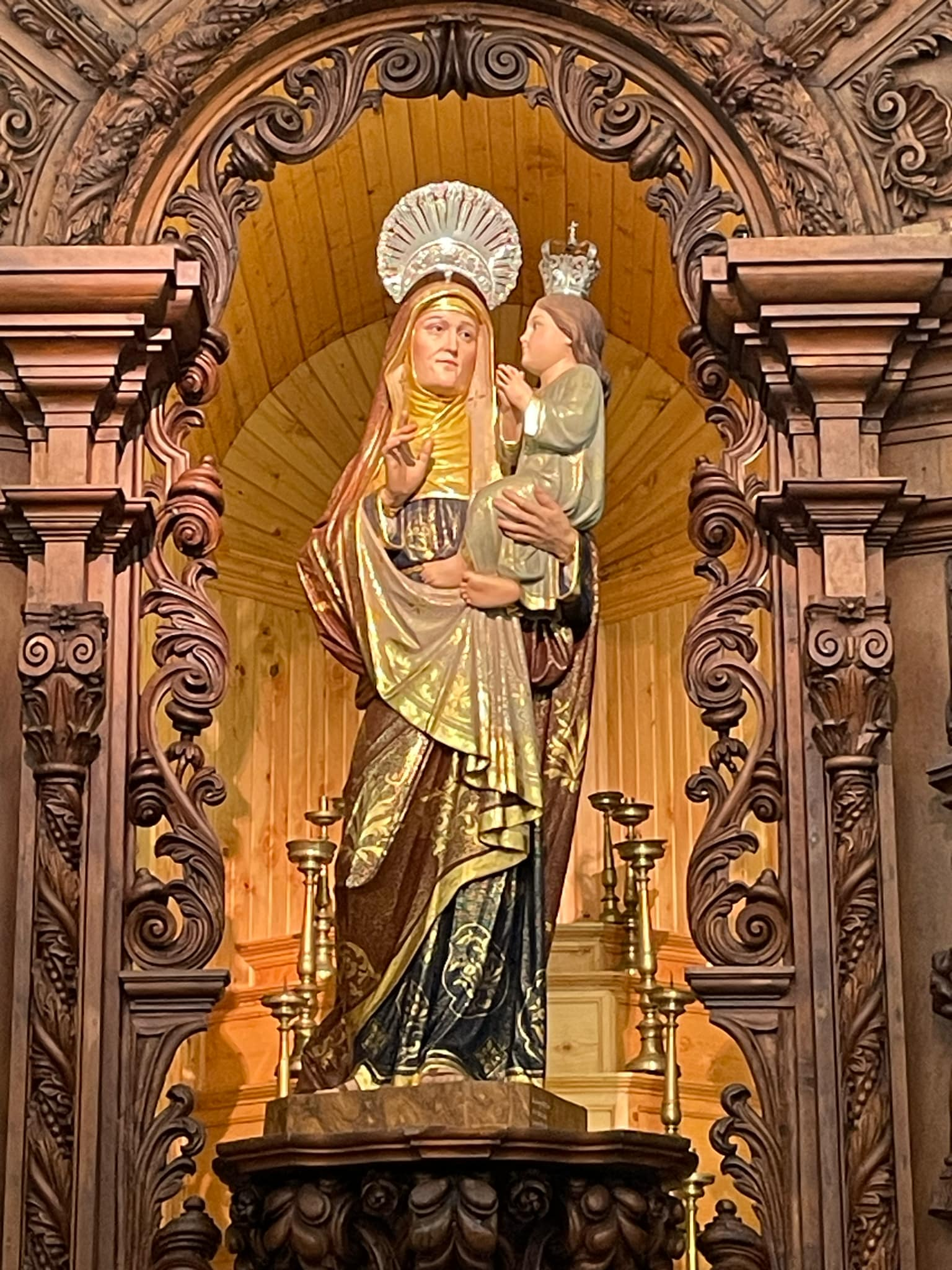
Imagem de Santa Ana, padroeira do Vale das Furnas

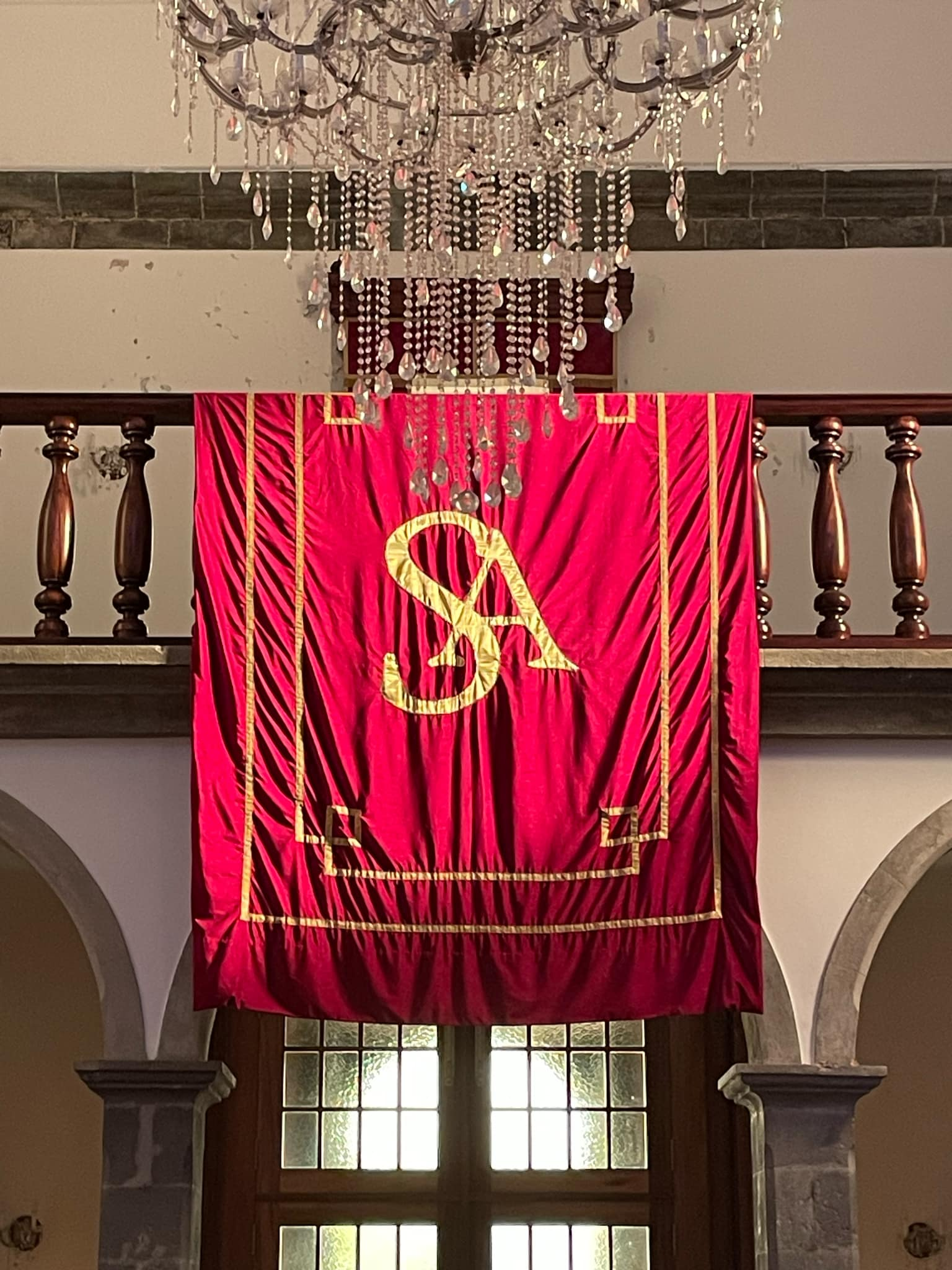
Estandarte com a Cifra de Sant'Ana das Furnas

A Igreja de Santa Anna do Vale das Furnas é um templo cristão português, de culto católico, dedicado à veneração e ao culto a Santa Ana, mãe da virgem Maria, e avó de Jesus Cristo, e que se localiza na freguesia de Furnas, ilha de São Miguel, Açores, Portugal.  
Desde finais do século XVIII que este templo ocupa uma posição fundacional e muito simbólica junto do povo habitante do Vale das Furnas, do qual é padroeira e cabeça e invocação da respetiva Comunidade Paroquial, bem como, em geral, das comunidades católicas da ilha de São Miguel, que sempre se deslocam de passeio ou veraneio a esta famosa terra açoriana, especialmente no último fim-de-semana de julho de cada ano, aquando das festividades dedicadas a Santa Ana e São Joaquim das Furnas (pais da Virgem Maria), tidos e transmitidos, segundo tradição dos habitantes da ilha, como os protetores e patronos dos avós e netos da ilha de São Miguel. 
Em posição destacada no altar-mor deste pequeno mas brioso templo micaelense e católico, localizado na freguesia das Furnas, ilha de São Miguel, Açores, pode encontrar-se a imagem oitocentista, de tradição francesa, de invocação à mãe de Maria, com esta última infante sobre o braço esquerdo, ao invés da maioria das imagens de Santa Ana entre nós. 
Este templo é o mais antigo da ilha de São Miguel dedicado à evocação de Santa Ana e a primeira igreja paroquial dedicada à mãe de Maria nos Açores. Foi edificado no local onde antes existiu uma ermida dedicada à evocação de Nossa Senhora da Consolação, o primeiro templo do Vale das Furnas, que terá feito parte de um convento, fundado por padres eremitas franciscanos, ainda no século XVI. Tanto a ermida como o convento foram destruídos por uma erupção ocorrida a 2 de setembro de 1630.
O templo atual foi mandado edificar em 1760 por iniciativa do padre Cósme de Pimentel após a partida da ilha de São Miguel dos frades jesuítas, tendo evocado a mãe de Nossa Senhora, mãe de Jesus, Santa Anna.
Foi elevada a paróquia em 1792. A data das festividades desta igreja ocorrem entre o dia 27 de 29 de Julho de cada ano.

## Galeria

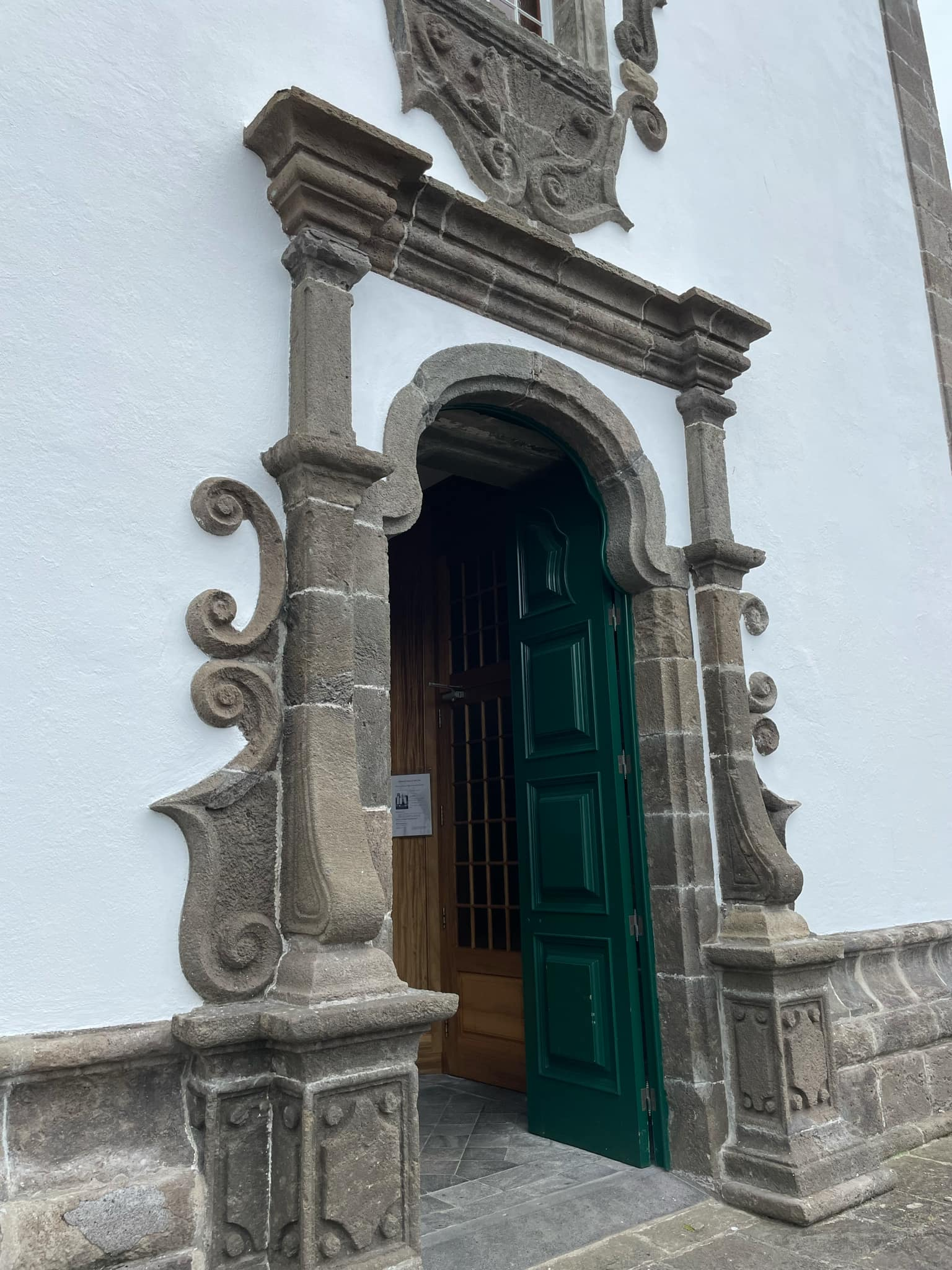
Portal da Igreja de Sant'Ana
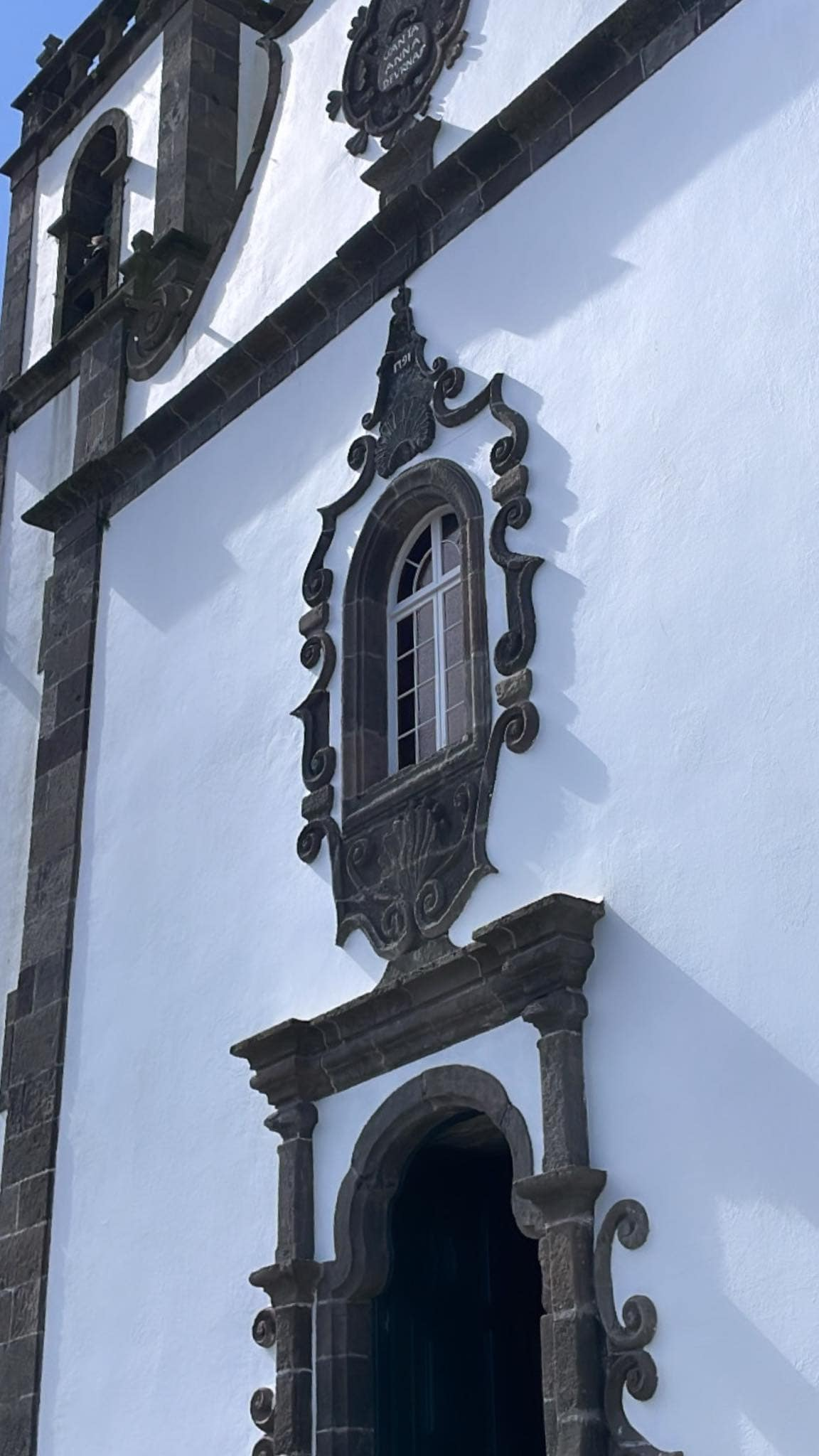
Portal, Frontão e Janela da Fachada Principal
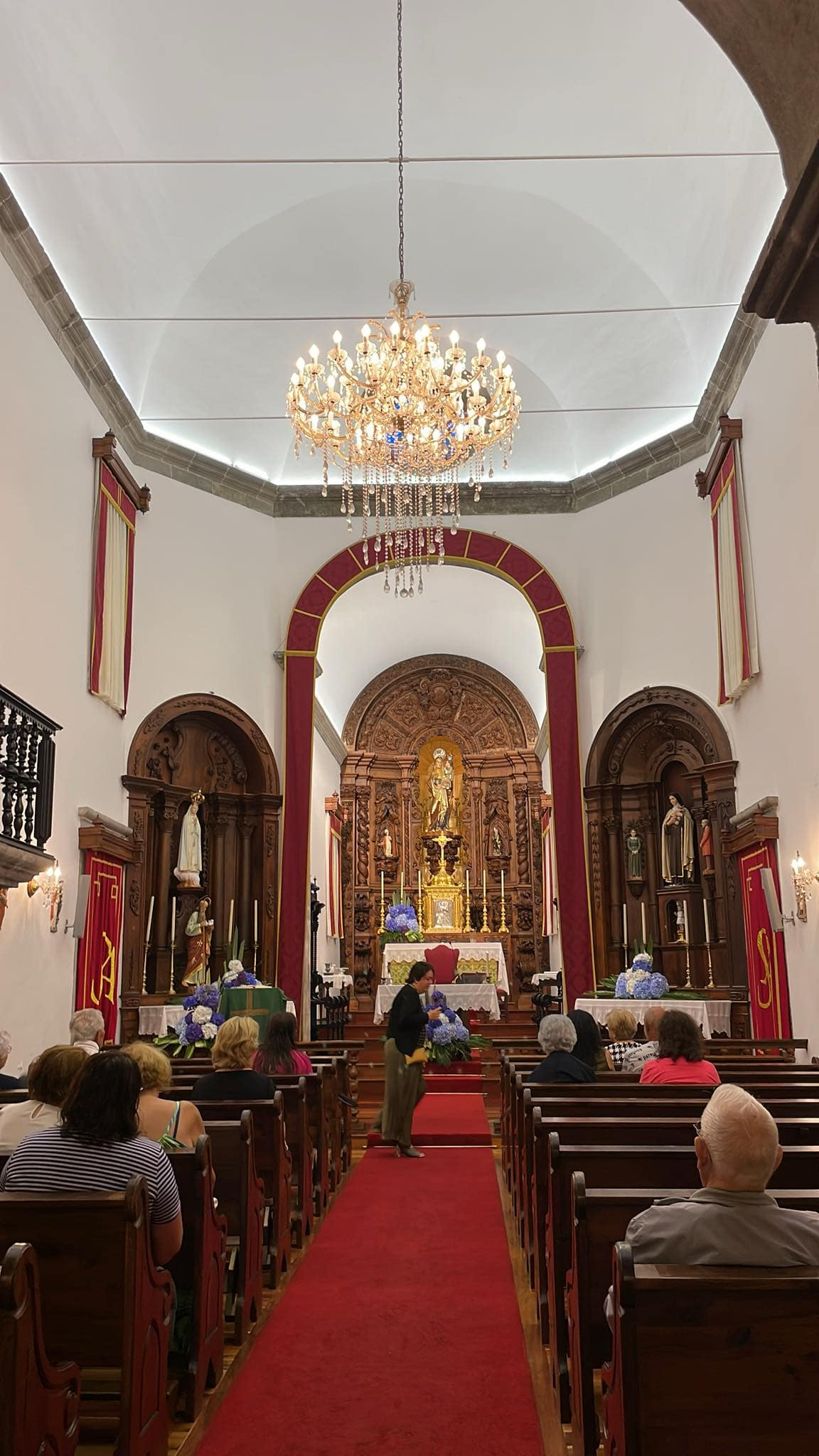
Vista Geral da nave principal e capela-mor